# Don (Rusland)
De Don (Russisch: Дон) is een rivier in het zuiden van Europees Rusland. Met een lengte van 1870 kilometer is het de vijfde langste rivier van Europa. Het stroomgebied meet 443.000 km². De langste zijrivieren zijn de Severski Donets met een lengte van 1053 km en de Chopor met een lengte van 979 km.
De Don ontspringt in de oblast Toela ten zuiden van Moskou. De rivier stroomt in zuidelijke richting en beschrijft in zijn benedenloop een grote oostwaartse boog. Hier komt de Don dicht bij de Wolga, waarmee ze sinds 1952 door het Wolga-Donkanaal is verbonden. In hetzelfde jaar werd ook het Stuwmeer van Tsimljansk aangelegd, dat zich even stroomafwaarts bevindt.
Het laatste traject verloopt in zuidwestelijke richting. Bij de monding in de Golf van Taganrog (Zee van Azov, Zwarte Zee) ligt een delta met drie bevaarbare armen, waarbij de zuidelijkste de hoofdtak is. Aan het begin van de delta ligt de stad Rostov aan de Don (Rostov na Donoe), met afstand de grootste stad aan de Don.
De Don heeft haar naam gegeven aan de Don-Kozakken, een van de grootste en bekendste Kozakkenvolken.
In de oudheid heette de Don Tanais. De rivier werd destijds beschouwd als de oostgrens van Europa.
- Gemeinsame Normdatei: 4085458-9
- Nationale Bibliotheek van Tsjechië: ge169903
- Virtual International Authority File: 147646365